# Ruta Estatal de Arizona 366
La Ruta Estatal de Arizona 366, y abreviada SR 366 (en inglés: Arizona State Route 366) es una carretera estatal estadounidense ubicada en el estado de Arizona. La carretera inicia en el oeste desde la cerca del Monte Graham hacia el este en la US 191     en Swift Trail Junction. La carretera tiene una longitud de 45,6 km (28.33 mi).

## Mantenimiento
Al igual que las autopistas interestatales, y las rutas federales y el resto de carreteras estatales, la Ruta Estatal de Arizona 366 es administrada y mantenida por el Departamento de Transporte de Arizona por sus siglas en inglés ADOT.